# Sega Titan Video
Sega Titan Video ou ST-V foi uma placa de arcade lançada pela Sega em 1994. Diferente de outras placas de arcade disponíveis na época (com exceção do NeoGeo MVS), o ST-V era essencialmente igual ao sistema doméstico de videogame Sega Saturn, a única diferença era a utilização de cartuchos para armazenamento dos jogos, ao invés dos CDs utilizados na versão doméstica. Essa diferença possibilitava conversões fiéis dos jogos de uma plataforma para a outra, mas o sistema acabou não fazendo o sucesso que a Sega esperava. A maioria dos jogos para ST-V acabou sendo lançados apenas no Japão.

## Especificações
- CPU principal: 2x Hitachi SH-2 a 28.6 MHz em configuração master/slave + co-processador aritmético.
- VPD1: 32-bit Video Display Processor - responsável por desenhar sprites e polígonos. Dois buffers de 256 KB para efeitos de rotação e escala. Mapeamento de textura, Gouraud shading. 512KB de cache para texturas.
- VDP2: 32-bit background and scroll plane Video Display Processor - Efeitos de transparência, sombreamento, 5 planos de fundo com scroll simultâneo e 2 planos de fundo em rotação.
- CPU de som: Motorola 68000 a 11.45 MHz
- Processador de som: Yamaha YM292-F SCSP a 11.3 MHz
- RAM principal: 2MB
- VRAM: 1.54MB
- RAM de áudio: 512KB

## Lista de jogos para ST-V
- All Japan Pro Wrestling Featuring Virtua (1997)
- Aroma Club (1997)
- Astra Super Stars (1998)
- Baku Baku Animal (1996)
- Batman Forever: The Arcade Game (1996)
- Cotton 2 (1997)
- Cotton Boomerang (1998)
- Columns 97 (1997)
- Decathlete / Athlete Kings (1995)
- Die Hard Arcade / Dynamite Deka (1996)
- Ejihon Tantei Jimusyo / Ejihon Detective Agency (1995)
- Fighting Dragon Legend Elan Doree (1998)
- Funky Head Boxers(1995)
- Golden Axe: The Duel (1994)
- Groove On Fight (1997)
- Guardian Force (1998)
- Hanagumi Taisen Columns: Sakura Wars (1997)
- Karaoke Quiz Intro Don Don! (1996)
- Let's Play Othello (1998)
- Maru-Chan de Goo! (1997)
- Mausuke's Ojama za Warudo (1996)
- Movie Club (1997)
- Name Club (1996)
- NBA Action (199?)
- Pebble Beach The Great Shot (1995)
- Princess Kurara Daisakusen (1996)
- Pro Mahjong Extreme S (1995)
- Puyo Puyo Sun (1996)
- Radiant Silvergun (1998)
- Sando-R / Treasure Hunt (1995)
- Sea Bass Fishing (1998)
- Shienryu (1997)
- Shanghai: The Great Wall (1995)
- Soukyugurentai / Terra Diver (1996)
- Sport Fishing (1995)
- Sport Fishing 2 (1995)
- Suikoenbu / Outlaws of the Lost Dynasty (1995)
- Super Major League / Final Arch (1995)
- Taisen Tanto-R Sasi-Su!! (1998)
- Tecmo World Cup (1998)
- Virtua Fighter Kids (1996)
- Virtua Fighter Remix (1995)
- Virtual Mahjong (1997)
- Virtual Mahjong II: My Fair Lady (1998)
- Winter Heat (1997)
- Zenkoku Seifuku Bishojo Grand-Prix: Find Love (1996)